# Richard Schirop
Johann Hermann Richard Schirop (* 30. September 1852 in Berlin; † 23. Dezember 1916 ebenda) war ein deutscher Architekt. Sein Schaffensschwerpunkt lag auf Industriebauten.

## Leben
Nach einer Ausbildung zum Zimmerer mit dem Abschluss als Meister bis um 1880 studierte Schirop an der Technischen Hochschule Charlottenburg (heute Technische Universität Berlin) Architektur. Er war in erster Ehe von 1878 bis zu ihrem Tod 1882 mit Anna Dorothea Köhler verheiratet. In zweiter Ehe heiratete er 1886 Maria Habisch und wohnte zunächst bei den Schwiegereltern in der Grünauer Straße 13, Berlin SO. Dann zogen die Schirops nach Berlin-Kreuzberg (SO 36), Reichenberger Straße 128.
Als freier Architekt gelang es ihm, einige Aufträge beim Bau größerer Fabriken zum Beginn des 20. Jahrhunderts zu erhalten.

## Industriebauten in Berlin-Wedding

### Hydrawerk
Auf der Fläche zwischen Drontheimer Straße 30–38 und Tromsöer Straße entstanden zu Beginn des 20. Jahrhunderts erste Fabriken. Im Auftrag der Elektrizitäts-AG Hydrawerk, die dort Kondensatoren produzierte, erweiterte Richard Schirop bis 1909 ihr Werk um eine Fabrik für Gummiherstellung als verklinkerten Bau mit vier Geschossen. Auffällig waren ein vorgelagerter Treppenturm sowie sparsam eingesetzter Bauschmuck durch verputzte Blenden in der Brüstungsfläche und glattflächig eingearbeitete Sprossenfenster. Die Elektrizitäts-AG Hydrawerk wurde 1925 eine 100-prozentige Tochtergesellschaft der AEG, ab 1935 lautete die Firma Hydrawerk AG. Das Gebäude der Gummifabrik wurde nach 1945 um ein zurückgestaffeltes Geschoss aufgestockt, außerdem wurde ein Eisenfachwerkgerüst für den Lastenaufzug angebaut. In dieser Form steht es unter Denkmalschutz und dient heute als Bürogebäude.

### Bergmann-Glühlampenfabrik
Auf einem Areal zwischen See-, Oudenarder, Liebenwalder, Groninger und Malplaquetstraße in Berlin-Wedding erfolgte 1904 der Baubeginn für eine neue Fabrikanlage der Bergmann Electricitäts-Werke AG, insbesondere stellte das Unternehmen dort „Bergmann’sche Metallfadenlampen“ her. Schon nach wenigen Jahren entstanden mehrere Erweiterungsbauten, darunter das 1910 fertiggestellte Gebäude 32 von Richard Schirop. Von 1912 bis 1914 ließ das Unternehmen auch ein von Schirop entworfenes Verwaltungs- und Laborgebäude (Gebäude 31) errichten. Das gesamte Werk wurde zwischen 1932 und 1935 Eigentum der Osram GmbH KG, die hier weiterhin Leuchtmittel produzierte. Nach Aufgabe der Produktion um 1990 wurden die Gebäude unter Denkmalschutz gestellt. Die sanierten und technisch aufgewerteten Gebäude werden inzwischen von Ärzten, Instituten und Gewerbebetrieben genutzt, außerdem ein Bauteil von der Technischen Fachhochschule Berlin als „Forum“.

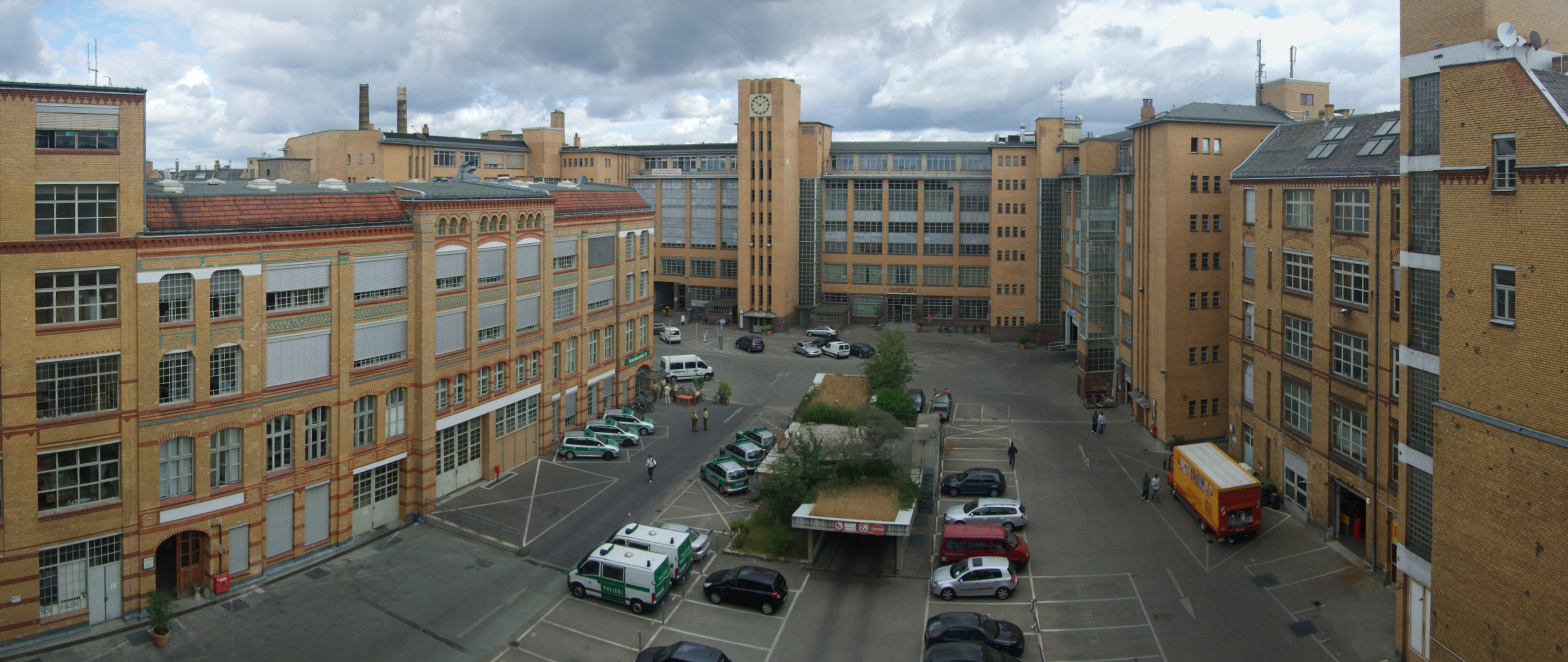
OsramHöfe, Blick von Südosten